# Orde van Civiele Verdienste (Bulgarije)
De Bulgaarse Orde van Civiele Verdienste (Bulgaars: Орден Гражданских заслуг) werd in 1894 (andere bronnen noemen 2 augustus 1891) door vorst Ferdinand van Bulgarije ingesteld en had zes graden die min of meer overeenkomen met de gebruikelijke klassen van een Europese ridderorde.

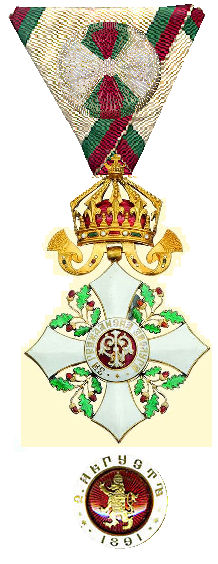
Kruis IVe Klasse uit de periode 1908 - 1944 met het medaillon van de keerzijde.

## De graden van de orde
De vorst, na 1908 koning of tsaar, was de grootmeester van de orde.
- De Ie klasse of grootkruisen droegen een wit geëmailleerd kleinood met kroon aan een breed lint over de schouder en een ster. Deze graad werd in 1933 ingesteld.[1]
- De IIe klasse of grootofficieren droegen het wit geëmailleerde kleinood met kroon aan een lint om de hals en een plaque.[2]
- De IIIe klasse of commandeurs droegen het wit geëmailleerde kleinood met kroon aan een lint om de hals.
- De IVe klasse of officieren droegen een wit geëmailleerd verguld zilveren kruis met kroon aan een lint op de linkerborst. Op het lint was een rozet bevestigd.
- De Ve klasse of ridders der Eerste Klasse droegen een wit geëmailleerd kruis met kroon aan een lint op de linkerborst. Waar bij de hogere rangen goud of verguld zilver werd gebruikt is hier zilver toegepast.
- De Ve klasse, tweede categorie, of ridders der Tweede Klasse droegen een wit geëmailleerd kruis zonder kroon aan een lint op de linkerborst. Waar bij de hogere rangen goud of verguld zilver werd gebruikt is hier zilver toegepast.
- De VIe klasse droeg een zilveren niet geëmailleerd zilveren kruis met zilveren kroon aan een lint op de linkerborst. Waar bij de hogere rangen goud of verguld zilver werd gebruikt is hier zilver toegepast.
- De VIe klasse, 2e categorie, droeg een zilveren niet geëmailleerd kruis zonder kroon aan een lint op de linkerborst.

Aan dames werd de orde in drie graden uitgereikt. In plaats van aan een draaglint werd het kruis dan aan een strik gedragen.
Aan de orde was ook een bronzen Kruis van Verdienste verbonden. Dit bronzen kruis was niet geëmailleerd en werd aan het lint van de orde gedragen.

## De versierselen
Het voorgeschreven lint was wit met rode en groene biezen.
Het juweel of kleinood van de orde was een wit geëmailleerd kruis van Pisa waarop een rood medaillon met het monogram van vorst Ferdinand was gelegd. Op de witte ring daaromheen is het motto van de orde, “за заслуги в их деятельности” in gouden of zilveren cyrillische letters geschreven. Op de keerzijde is een gekroonde gouden leeuw met op de borst het wapenschild van de koning geplaatst. Op de ring staat daar ook de datum “2. Август · 1891”. Boven het kruis is als verhoging een kroon, tot 1908 was dat een beugelkroon en later een hoekige tsarenkroon met lelies, aangebracht.
De ster had vier gouden en vier zilveren punten, de plaque was van zilver. In beide gevallen was het kruis van de orde zonder kroon op de ster gelegd. Tussen de armen van het kruis zijn eikentakken met bladeren en eikels gemonteerd.
De versierselen van de drie hoogste graden werden soms, als een bijzonder teken van de gunst van de Bulgaarse koning, met briljanten versierd. Een dergelijke onderscheiding met briljanten is zeldzaam.
In 1900 werd de Militaire Orde van Verdienste ingesteld. Dat was de militaire evenknie van deze orde. De kruisen leken op elkaar, al waren die van de militaire orde rood geëmailleerd. Na de staatsgreep van 1944 werd het kruis van de Militaire Orde van Verdienste gedragen aan het lint van deze Orde van Civiele Verdienste.
De orde werd door de republiek Bulgarije afgeschaft. In de plaats van de oude koninklijke orden kwamen socialistische orden. In 2004 werd de orde, in een gewijzigde vorm, weer in ere hersteld.